# Karrington Winters
Karrington Winters (14 de abril de 1997) es una deportista de Estados Unidos que compite en atletismo. Ganó una medalla de oro en el Campeonato Mundial de Atletismo Sub-20 de 2016, en la prueba de 4 × 400 m .